# Nekrolog 3. Quartal 1921
Nekrolog
◄◄
| ◄
| 1917
| 1918
| 1919
| 1920
| 1921 | 1922 | 1923 | 1924 | 1925 | ► | ►►
1. Quartal |
2. Quartal |
3. Quartal |
4. Quartal 1921
Weitere Ereignisse | Allgemeiner Nekrolog 1921
Die Beschreibung der verstorbenen Person sollte so kurz wie möglich gehalten sein und nur deren signifikante Tätigkeit(en) enthalten.
Neue Namen ggf. auch unter dem Geburts- und Sterbedatum, also etwa unter 1. Januar und im Geburts- und Sterbejahr (2024) eintragen (nur bei entsprechender großer Wichtigkeit). Für Beispiele siehe die schon vorhandenen Artikel.
Außerdem über die fünf zuletzt Verstorbenen, zu denen es einen ausreichend guten Artikel für eine Präsentation auf der Hauptseite gibt, nach der todesbedingten Überarbeitung der Artikel ggf. auch unter Wikipedia Diskussion:Hauptseite informieren und sie am besten auch in den anderen Wikipedia-Sprachversionen eintragen. Tipp: Regelmäßig bei news.google.de nach „ist tot“, „gestorben“ oder „verstorben“ suchen.
Wenn eine Person gestorben ist, gibt es viele Seiten zu dieser Person in der Wikipedia, die davon auch betroffen sind und entsprechend aktualisiert werden müssen. Beispiele: Namenübersichtsseite, Geburtsjahr, Geburtsort-Seiten und viele mehr.
Wie finde ich die betroffenen Seiten?
Im Suchfeld auf der linken Seite gibt man den Suchbegriff so ein: „Vorname Nachname“. Dann klickt man auf Volltext und alle Seiten mit entsprechendem Suchtext werden aufgerufen. Hier sieht man dann schnell, wo auch das Todesjahr Sinn macht oder sogar ein Teil des Artikels angepasst werden muss. Auch hilft das „Werkzeug“ auf der linken Seite sehr gut, um solche Seiten aufzufinden: „Links auf diese Seite“. Somit ist die Wikipedia wieder aktuell in allen Bereichen! Hinweis: bei Eintragung der Kategorie „Gestorben JAHR“ wird der Missbrauchsfilter 49 ausgelöst, was jedoch nicht schlimm ist. Siehe: Spezial:Missbrauchsfilter/49
Dies ist eine Liste von im dritten Quartal 1921 verstorbenen bekannten Persönlichkeiten. Die Einträge erfolgen innerhalb der einzelnen Daten alphabetisch sortiert. Tiere sind im Nekrolog für Tiere zu finden.

## Juli
| Tag      | Name                                         | Beruf, bekannt als                                                                          | Alter | Beleg |
| -------- | -------------------------------------------- | ------------------------------------------------------------------------------------------- | ----- | ----- |
| 1. Juli  | Otto Zuckerkandl                             | österreichischer Urologe                                                                    | 59    |       |
| 2. Juli  | Jacob A. Cantor                              | US-amerikanischer Politiker                                                                 | 66    |       |
| 2. Juli  | Conrad Freytag                               | deutscher Bauunternehmer                                                                    | 74    |       |
| 2. Juli  | Edvard Hjelt                                 | finnischer Politiker                                                                        | 66    |       |
| 3. Juli  | Viktor von Lang                              | österreichischer Physiker und Kristallograph                                                | 83    |       |
| 3. Juli  | James Mitchel                                | US-amerikanischer Leichtathlet irischer Abstammung                                          | 57    |       |
| 4. Juli  | Antoni Grabowski                             | polnischer Chemieingenieur und früher Esperanto-Aktivist                                    | 64    |       |
| 4. Juli  | Miles Benjamin McSweeney                     | US-amerikanischer Politiker                                                                 | 66    |       |
| 4. Juli  | Philipp von Sachsen-Coburg                   | Prinz von Sachsen-Coburg und Gotha                                                          | 77    |       |
| 5. Juli  | Růžena Čechová                               | tschechische Schriftstellerin                                                               | 59    |       |
| 5. Juli  | Alexander Michailowitsch Mischon             | russischer Fotograf und Regisseur                                                           |       |       |
| 5. Juli  | Ernst Schmidt                                | deutscher Chemiker                                                                          | 75    |       |
| 5. Juli  | Alexander Bruce, 6. Lord Balfour of Burleigh | britischer Politiker, Minister für Schottland                                               | 72    |       |
| 7. Juli  | Nathan Lyberth                               | grönländischer Landesrat                                                                    | 57    |       |
| 8. Juli  | Max Hegemann                                 | deutscher Gewerkschaftsfunktionär und Politiker (SPD), MdHB, Senator                        | 44    |       |
| 9. Juli  | Georg Blume                                  | deutscher Politiker (SPD), MdHB                                                             | 71    |       |
| 9. Juli  | Marianne Brandt                              | österreichische Opernsängerin (Altistin) und Gesangspädagogin                               | 78    |       |
| 9. Juli  | Carlos Luiz d’Amour                          | brasilianischer Geistlicher, Erzbischof von Cuiabá                                          | 85    |       |
| 9. Juli  | Richard Schönberger                          | österreichischer Geschäftsmann und Diplomat                                                 | 75    |       |
| 10. Juli | Friedrich Brütt                              | deutscher Verwaltungsjurist und Politiker in Schleswig-Holstein                             | 76    |       |
| 10. Juli | William Craven, 4. Earl of Craven            | englischer Hochadeliger, Politiker und Mitglied des House of Lords                          | 52    |       |
| 10. Juli | Johannes Hoffart                             | deutscher Bildhauer                                                                         | 70    |       |
| 11. Juli | Henriette Marion                             | deutsche Opernsängerin (Sopran), Komponistin und Gesangspädagogin                           | 76    |       |
| 11. Juli | Karl Radinger von Radinghofen                | österreichischer Klassischer Philologe, Kunst- und Kulturhistoriker                         | 51    |       |
| 12. Juli | Rudolf von Frommel                           | bayerischer General der Kavallerie                                                          | 64    |       |
| 12. Juli | Harry Hawker                                 | australischer Luftfahrtpionier                                                              | 32    |       |
| 12. Juli | Karl Kolesch                                 | deutscher Lehrer und Geologe                                                                | 61    |       |
| 12. Juli | Oswald Schmiedeberg                          | deutscher Pharmakologe baltischer Herkunft                                                  | 82    |       |
| 13. Juli | Dionysius Florianu von Oltrákovicza          | österreich-ungarischer Generalmajor, danach rumänischer Divisionsgeneral                    | 65    |       |
| 13. Juli | Gabriel Lippmann                             | französischer Physiker und Nobelpreisträger für Physik                                      | 75    |       |
| 13. Juli | Emil Pfeiffer                                | deutscher Internist und Kinderarzt                                                          | 75    |       |
| 14. Juli | Julius Kettler                               | deutscher Statistiker und Geograph                                                          | 68    |       |
| 14. Juli | Alois Knoepfler                              | deutscher römisch-katholischer Theologe und Kirchenhistoriker                               | 73    |       |
| 15. Juli | Alphonsus de Guimaraens                      | brasilianischer Schriftsteller                                                              | 50    |       |
| 15. Juli | Gyula Haraszti                               | ungarischer Hungarologe, Romanist und Französist                                            | 62    |       |
| 15. Juli | Emil Koch                                    | deutscher Klassischer Philologe und Gymnasiallehrer                                         | 64    |       |
| 15. Juli | August Lehr                                  | deutscher Radrennfahrer                                                                     | 50    |       |
| 15. Juli | Arthur von Wrochem                           | preußischer Generalmajor                                                                    | 74    |       |
| 16. Juli | Giovanni Arcangeli                           | italienischer Botaniker                                                                     | 80    |       |
| 16. Juli | Ellen Brandt-Forster                         | österreichische Opernsängerin (Sopran)                                                      | 54    |       |
| 16. Juli | Karl Edel                                    | deutscher Psychiater und Gründer einer privaten Heilanstalt in Berlin-Charlottenburg        |       |       |
| 16. Juli | Louis Ernest de Maud’huy                     | französischer General, Politiker, Mitglied der Nationalversammlung und Pfadfinderfunktionär | 64    |       |
| 16. Juli | Fritz Wolff                                  | deutscher Architekt, preußischer Baubeamter und Hochschullehrer                             | 74    |       |
| 17. Juli | Karl von Fleischhauer                        | deutscher Minister in Württemberg                                                           | 68    |       |
| 17. Juli | Heinrich von Hofmann                         | deutscher Generalleutnant sowie Freikorpsführer                                             | 58    |       |
| 18. Juli | Archibald E. Spriggs                         | US-amerikanischer Politiker                                                                 | 55    |       |
| 19. Juli | Lily Atkinson                                | neuseeländische Kampagnenführerin für Abstinenz, Suffragette und Feministin                 | 55    |       |
| 19. Juli | Caspar Haslinger                             | bayerischer Wilderer                                                                        | 63    |       |
| 19. Juli | Josef Hybeš                                  | tschechischer Arbeiterführer, Politiker und Journalist                                      | 71    |       |
| 19. Juli | Wladislaw N. Klembowski                      | russischer General der Infanterie                                                           | 61    |       |
| 19. Juli | Joseph Zimmermann                            | Schweizer römisch-katholischer Geistlicher                                                  | 72    |       |
| 20. Juli | Feliks Cichocki                              | polnischer Porträt- und Genremaler                                                          | 60    |       |
| 20. Juli | Franz Hitze                                  | deutscher katholischer Geistlicher, Sozialethiker und Politiker (Zentrum), MdR              | 70    |       |
| 20. Juli | Henry Hoobin                                 | kanadischer Lacrossespieler                                                                 | 42    |       |
| 21. Juli | Wela Blagoewa                                | bulgarische Schriftstellerin und Publizistin                                                | 61    |       |
| 21. Juli | Gustav Deckwitz                              | deutscher Politiker (SPD), Tischlermeister                                                  | 84    |       |
| 21. Juli | Albert Horn                                  | deutscher Jurist und Politiker (Zentrum), MdR                                               | 81    |       |
| 22. Juli | Christian Dütting                            | deutscher Bergassessor und Bergwerksdirektor                                                | 58    |       |
| 22. Juli | Julius Eichelbaum                            | deutscher Reichsgerichtsrat                                                                 | 71    |       |
| 22. Juli | Ernst Julius Richard Ewald                   | deutscher Physiologe                                                                        | 66    |       |
| 22. Juli | Albert Gemoll                                | deutscher Altphilologe                                                                      | 73    |       |
| 22. Juli | Marie Heurtin                                | französische Taubblinde                                                                     | 36    |       |
| 23. Juli | Sigismund de Bosniacki                       | polnischer Arzt, Botaniker, Geologe und Paläontologe                                        | 84    |       |
| 23. Juli | Heinrich von Frauendorfer                    | deutscher Jurist, Eisenbahnfachmann und Politiker                                           | 65    |       |
| 23. Juli | William H. Harries                           | US-amerikanischer Politiker                                                                 | 78    |       |
| 23. Juli | Thompson W. McNeely                          | US-amerikanischer Politiker                                                                 | 85    |       |
| 23. Juli | Gottfried Sonntag                            | deutscher Komponist                                                                         | 75    |       |
| 24. Juli | Walerian Iwanowitsch Abakowski               | sowjetrussischer Erfinder                                                                   | 25    |       |
| 24. Juli | Max von Beseler                              | preußischer Politiker der Wilhelminischen Zeit                                              | 79    |       |
| 24. Juli | Emil Nitzschke                               | deutscher Politiker (NLP, DDP)                                                              | 50    |       |
| 24. Juli | Cyrus I. Scofield                            | US-amerikanischer Jurist und Theologe                                                       | 77    |       |
| 24. Juli | Fjodor A. Sergejew                           | russischer Revolutionär                                                                     | 38    |       |
| 25. Juli | Karl Trimborn                                | deutscher Jurist und Politiker (Zentrum), MdR                                               | 66    |       |
| 26. Juli | Victor von Dantscher                         | österreichischer Mathematiker                                                               | 73    |       |
| 26. Juli | Hermann Eichhorst                            | Mediziner                                                                                   | 72    |       |
| 26. Juli | Lennart Lindroos                             | finnischer Schwimmer                                                                        | 35    |       |
| 27. Juli | Michel Esdras Bernier                        | Politiker der Liberalen Partei Kanadas                                                      | 79    |       |
| 27. Juli | Albert von Häberlen                          | deutscher Verwaltungsbeamter                                                                | 78    |       |
| 27. Juli | Oskar Rothe                                  | deutscher Porträtmaler und Fotograf                                                         | 67    |       |
| 28. Juli | Pauline Herber                               | deutsche Lehrerin, Gründerin des Vereins katholischer deutscher Lehrerinnen                 | 69    |       |
| 28. Juli | Rudolf Hirschhorn                            | Landtagsabgeordneter Großherzogtum Hessen                                                   | 87    |       |
| 28. Juli | Ferdinand von Martitz                        | deutscher Rechtsgelehrter                                                                   | 82    |       |
| 28. Juli | Victor Palfi                                 | ungarischer Schauspieler und Theaterunternehmer                                             |       |       |
| 28. Juli | Leo Stein                                    | österreichischer Librettist und Textdichter                                                 | 60    |       |
| 28. Juli | Carl Philipp Weber                           | deutsch-amerikanischer Landschaftsmaler                                                     | 72    |       |
| 29. Juli | Herman Bavinck                               | niederländischer Theologe                                                                   | 66    |       |
| 29. Juli | Emilio Böhme                                 | deutscher Landrat vom Kreis Tondern (1914–1921) in Schleswig                                | 43    |       |
| 29. Juli | Konrad von Lange                             | deutscher Kunsthistoriker und -lehrer                                                       | 66    |       |
| 30. Juli | Luise Ahlborn                                | deutsche Schriftstellerin                                                                   | 87    |       |
| 31. Juli | Charles Barney Cory                          | US-amerikanischer Ornithologe                                                               | 64    |       |
| 31. Juli | Dietrich Gerhardt                            | deutscher Mediziner                                                                         | 55    |       |
| 31. Juli | Edmond Perrier                               | französischer Zoologe und Anatom                                                            | 77    |       |
| 31. Juli | Edgar Saltus                                 | US-amerikanischer Schriftsteller und Übersetzer                                             | 65    |       |
| 31. Juli | Carl Trapp                                   | deutscher Unternehmer und Abgeordneter                                                      | 78    |       |
| Juli     | Kalman Reisen                                | jiddischer Schriftsteller und Übersetzer                                                    |       |       |

## August
| Tag        | Name                                       | Beruf, bekannt als | Alter | Beleg |
| ---------- | ------------------------------------------ | --- | ----- | ----- |
| 1. August  | Donald Mackay, 11. Lord Reay               | niederländisch-britischer Adliger, Politiker und Staatsmann                                                                                             | 81    |       |
| 1. August  | Thomas Joseph Ryan                         | australischer Politiker und Premierminister in Queensland                                                                                               | 45    |       |
| 2. August  | Jean Agélou                                | französischer Porträt- und Erotikfotograf | 42    |       |
| 2. August  | Enrico Caruso                              | italienischer Opernsänger (Tenor) | 48    |       |
| 2. August  | Gustav Delpy                               | deutscher Redakteur, Schriftsteller, Musiktexter | 67    |       |
| 2. August  | Ferdinand von Helldorff                    | österreichischer Werksbesitzer und Politiker | 53    |       |
| 4. August  | Wilhelm Seel                               | Landtagsabgeordneter Volksstaat Hessen | 54    |       |
| 4. August  | Thomas Stangl                              | deutscher Klassischer Philologe | 66    |       |
| 4. August  | Samuel Alfred Varley                       | englischer Elektrotechniker |       |       |
| 5. August  | Xaver Fischer                              | schweizerischer christkatholischer Theologe | 84    |       |
| 5. August  | Dimitrios Rallis                           | griechischer Politiker und Ministerpräsident |       |       |
| 6. August  | Friedrich Ernst Brandt                     | österreichischer Fotograf | 60    |       |
| 6. August  | Frederick D. Ely                           | US-amerikanischer Politiker | 82    |       |
| 6. August  | Rorer A. James                             | US-amerikanischer Politiker | 62    |       |
| 7. August  | Alexander Alexandrowitsch Blok             | Dichter der russischen Moderne | 40    |       |
| 7. August  | Anton Dreher junior                        | österreichischer Erfinder, Unternehmer und Politiker, Landtagsabgeordneter                                                                              | 72    |       |
| 7. August  | Placida von Eichendorff                    | Äbtissin des Klosters Frauenchiemsee (1913–1921) | 61    |       |
| 7. August  | Henry T. Hazard                            | US-amerikanischer Politiker | 77    |       |
| 7. August  | Georg Helmreich                            | deutscher Klassischer Philologe und Medizinhistoriker                                                                                                   | 71    |       |
| 8. August  | Juhani Aho                                 | finnischer Schriftsteller und Journalist | 59    |       |
| 8. August  | Hermann Krause                             | deutscher Mediziner | 72    |       |
| 8. August  | Franz Josef Ritter                         | liechtensteinischer Lehrer und Politiker | 83    |       |
| 9. August  | Franz Schütt                               | deutscher Botaniker und Hochschullehrer | 62    |       |
| 9. August  | Frank W. Wheeler                           | US-amerikanischer Politiker | 68    |       |
| 10. August | Fisch-Luzie                                | Bremer Kauffrau und Original | 71    |       |
| 10. August | Samson Hochfeld                            | deutscher Rabbiner und Gelehrter | 50    |       |
| 10. August | Charles Krafft                             | Schweizer Chirurg | 58    |       |
| 10. August | John Marshall Martin                       | konföderierter Offizier und Politiker | 89    |       |
| 10. August | August Ungerer                             | deutscher Ingenieur und Erfinder | 61    |       |
| 11. August | Henry Carter Adams                         | US-amerikanischer Wirtschaftswissenschaftler | 69    |       |
| 11. August | James Coyle                                | US-amerikanischer Priester, Opfer des Ku-Klux-Klan | 48    |       |
| 11. August | Eugen Hanetzog                             | deutscher Historien- und Genremaler sowie Illustrator                                                                                                   | 61    |       |
| 11. August | Emil Knoevenagel                           | deutscher Chemiker | 56    |       |
| 12. August | Pjotr Dmitrijewitsch Boborykin             | russischer Schriftsteller | 84    |       |
| 12. August | Caspar Isenkrahe                           | deutscher Mathematiker, Physiker und katholischer Naturphilosoph                                                                                        | 77    |       |
| 13. August | Edvart Christensen                         | norwegischer Regattasegler | 54    |       |
| 13. August | Friedrich Heitmann                         | deutscher Architekt | 67    |       |
| 14. August | Albert von Beger                           | deutscher Staatsbaubeamter und Architekt | 66    |       |
| 14. August | George Hempl                               | US-amerikanischer Philologe, insbesondere Anglist | 62    |       |
| 14. August | Carleton Hunt                              | US-amerikanischer Politiker | 85    |       |
| 14. August | Ângelo de Lima                             | portugiesischer Lyriker | 49    |       |
| 14. August | Georg von Schönerer                        | österreichischer Gutsherr und Politiker, Landtagsabgeordneter                                                                                           | 79    |       |
| 15. August | Philipp Heinrich Ast                       | deutscher Schäfer und Kräuterheiler | 73    |       |
| 15. August | Emil Arnold Budde                          | deutscher Physiker | 79    |       |
| 15. August | Rafael Mitjana y Gordón                    | spanischer Musikwissenschaftler, Komponist und Diplomat                                                                                                 | 51    |       |
| 15. August | Zed S. Stanton                             | US-amerikanischer Politiker, Anwalt und Richter | 73    |       |
| 16. August | Peter I.                                   | König der Serben (1903–1921) | 77    |       |
| 16. August | Eva McLaren                                | britische Suffragette |       |       |
| 16. August | Nikola Šuhaj                               | europäischer Räuber | 23    |       |
| 16. August | Sándor Wekerle                             | ungarischer Politiker, Ministerpräsident | 72    |       |
| 17. August | Hans Eduard von Berlepsch-Valendas         | Schweizer Architekt und Maler | 71    |       |
| 17. August | James Franklin Clay                        | US-amerikanischer Politiker | 80    |       |
| 17. August | Selly Gräfenberg                           | deutscher Schul- und Hochschulpädagoge, Neuphilologe (Anglist und Romanist), Schul- und Sachbuchautor                                                   | 58    |       |
| 17. August | David Henderson                            | britischer Generalleutnant und Luftwaffenbefehlshaber sowie Generaldirektor der Internationalen Föderation der Rotkreuz- und Rothalbmond-Gesellschaften | 59    |       |
| 18. August | Wilhelm Krauskopf                          | deutscher Radierer und Kunstpädagoge | 74    |       |
| 18. August | Karl Lanz                                  | deutscher Maschinenbau-Ingenieur und Unternehmer | 48    |       |
| 18. August | Heinrich Mahlke                            | deutscher Schneidermeister und Politiker (SPD), MdR | 70    |       |
| 19. August | Eduard Burlage                             | deutscher Politiker (Zentrum), MdR | 63    |       |
| 19. August | Georges Darien                             | französischer Autor | 59    |       |
| 19. August | Johannes zu Hohenlohe-Bartenstein          | deutscher Fürst | 57    |       |
| 19. August | José María Ignacio Montes de Oca y Obregón | mexikanischer Geistlicher, Bischof von San Luis Potosí                                                                                                  | 81    |       |
| 20. August | Thomas Frank Marshall                      | US-amerikanischer Politiker | 67    |       |
| 20. August | Samuel Ball Platner                        | US-amerikanischer Klassischer Philologe und Archäologe                                                                                                  | 57    |       |
| 21. August | Antonino Borzì                             | italienischer Botaniker | 69    |       |
| 21. August | Édouard Darviot                            | französischer Porträtmaler | 62    |       |
| 21. August | Ernest Daudet                              | französischer Schriftsteller, Historiker und Journalist                                                                                                 | 84    |       |
| 21. August | August von Doerr                           | Genealoge, Heraldiker, Großgrundbesitzer und Landwirt                                                                                                   | 75    |       |
| 21. August | Alois David Ambros Feldner                 | österreichischer Jurist | 67    |       |
| 21. August | Gustav Heller                              | deutscher Politiker (SPD), MdL | 43    |       |
| 22. August | Wilhelm Kirchner                           | deutscher Agrarwissenschaftler | 73    |       |
| 22. August | Jelisaweta Nikolajewna Swanzewa            | russische Künstlerin und Gründerin einer Malerei-Schule                                                                                                 | 56    |       |
| 23. August | Frank Hann                                 | britisch-stämmiger Entdeckungsreisender in Australien                                                                                                   | 74    |       |
| 23. August | Feliksa Kozłowska                          | polnische Nonne und Begründerin des Ordens der Mariaviten                                                                                               | 59    |       |
| 24. August | Matthias Beule                             | deutscher Bildhauer | 43    |       |
| 24. August | Nikolai Stepanowitsch Gumiljow             | russischer Dichter des Silbernen Zeitalters und einer der Protagonisten der literarischen Richtung des Akmeismus                                        | 35    |       |
| 24. August | Giorgio Gusmini                            | italienischer Geistlicher, Erzbischof von Bologna und Kardinal der römisch-katholischen Kirche                                                          | 65    |       |
| 24. August | Sam Hughes                                 | kanadischer Miliz-General und Politiker | 68    |       |
| 25. August | Peter Cooper-Hewitt                        | US-amerikanischer Elektroingenieur | 60    |       |
| 25. August | Simon Friedrich Schill                     | Landwirt, Winzer, Unternehmer, Bürgermeister und Landtagsabgeordneter                                                                                   | 87    |       |
| 26. August | Matthias Erzberger                         | deutscher Politiker (Zentrum), MdR | 45    |       |
| 26. August | Karl Frederik Kinch                        | dänischer Klassischer Philologe und Klassischer Archäologe                                                                                              | 68    |       |
| 26. August | Ludwig Thoma                               | deutscher Schriftsteller | 54    |       |
| 27. August | Friedrich Wilhelm Heine                    | deutscher Maler, Illustrator und Kriegsberichterstatter und -zeichner, US-amerikanischer Unternehmer und Lehrer                                         | 76    |       |
| 27. August | Friedrich Schumann                         | Serienmörder | 28    |       |
| 27. August | Conrad Max von Unruh                       | preußischer Landrat in der Provinz Posen | 79    |       |
| 28. August | Viktor Fiala                               | österreichischer Architekt und Stadtbaumeister | 65    |       |
| 28. August | Thomas Wilson Paterson                     | kanadischer Politiker, Vizegouverneur von British Columbia                                                                                              | 69    |       |
| 29. August | Joel Asaph Allen                           | US-amerikanischer Zoologe und Ornithologe | 83    |       |
| 29. August | Heinrich Maurer                            | badischer Heimatforscher, Philologe und Theologe | 83    |       |
| 29. August | Max Pannwitz                               | deutscher Schriftsteller und Übersetzer | 66    |       |
| 30. August | Domenico Acerbi                            | italienischer Dirigent, Musikpädagoge und Komponist | 78    |       |
| 30. August | Alexander von Frankenberg und Ludwigsdorf  | preußischer Generalleutnant | 65    |       |
| 30. August | Leonhard Thoma                             | deutscher Kirchenmaler | 57    |       |
| 31. August | Karl von Bülow                             | preußischer Generalfeldmarschall im Ersten Weltkrieg | 75    |       |
| 31. August | Carl Christian Giegler                     | Generalgouverneur des Sudan | 77    |       |
| 31. August | Arthur James Herbert                       | britischer Diplomat | 66    |       |
| 31. August | Rudolf Pagenstecher                        | deutscher Klassischer Archäologe | 35    |       |
| August     | Thomas Mitchell                            | schottischer Fußballtrainer |       |       |

## September
| Tag           | Name                          | Beruf, bekannt als                                                                           | Alter | Beleg |
| ------------- | ----------------------------- | -------------------------------------------------------------------------------------------- | ----- | ----- |
| 2. September  | John A. Buchanan              | US-amerikanischer Jurist und Politiker                                                       | 77    |       |
| 2. September  | Hans Knüsli                   | Schweizer Politiker und Eisenbahnindustrieller                                               | 80    |       |
| 2. September  | Anthony Francis Lucas         | kroatisch-US-amerikanischer Ölforscher                                                       | 65    |       |
| 3. September  | Otto Oellerich                | deutscher Politiker (SPD), MdL Preußen                                                       | 59    |       |
| 3. September  | Lorenz Ritter                 | deutscher Maler und Kupferstecher                                                            | 88    |       |
| 3. September  | Giuseppe Vadalà-Papale        | italienischer Rechtsphilosoph                                                                | 67    |       |
| 4. September  | Wilhelm Kotarbiński           | polnisch-russischer Maler                                                                    | 72    |       |
| 4. September  | Samuel L. Schmucker           | US-amerikanischer Künstler                                                                   | 42    |       |
| 5. September  | Carl August Breitenstein      | niederländischer Landschaftsmaler und Grafiker                                               | 56    |       |
| 5. September  | Josef Mann                    | österreichischer Opernsänger (Tenor)                                                         | 38    |       |
| 5. September  | Hermann Paul Reißhaus         | deutscher Politiker (SPD), MdR                                                               | 65    |       |
| 6. September  | Malcolm MacDonald             | US-amerikanischer Tennisspieler                                                              | 55    |       |
| 6. September  | Henry Woodward                | britischer Geologe und Paläontologe                                                          | 88    |       |
| 6. September  | Vincenzo Valente              | italienischer Komponist und Tondichter                                                       | 66    |       |
| 6. September  | José Benjamin Zubiaur         | argentinischer Pädagoge und Gründungsmitglied des Internationalen Olympischen Komitees (IOC) | 65    |       |
| 7. September  | Konrad Bleuler-Hüni           | Schweizer Politiker (FDP)                                                                    | 74    |       |
| 7. September  | Johann Christoph Neupert      | deutscher Klavierbauer                                                                       | 78    |       |
| 7. September  | Adolf Rhomberg                | österreichischer Textilunternehmer und Landeshauptmann Vorarlbergs                           | 70    |       |
| 7. September  | Michael Tangl                 | österreichischer Historiker und Diplomatiker                                                 | 60    |       |
| 7. September  | Edmund Waldow                 | deutscher Architekt und sächsischer Baubeamter                                               | 76    |       |
| 8. September  | Giacomo Costamagna            | italienischer Salesianer Don Boscos                                                          | 75    |       |
| 8. September  | Jan Janský                    | tschechischer Entdecker der vier Blutgruppen                                                 | 48    |       |
| 9. September  | Virginia Rappe                | US-amerikanische Stummfilmschauspielerin                                                     | 30    |       |
| 10. September | Fritz Binde                   | deutscher Prediger und Evangelist                                                            | 54    |       |
| 10. September | Silviano Carrillo y Cárdenas  | mexikanischer Bischof von Sinaloa                                                            | 60    |       |
| 10. September | Eduardo Luigi De Stefani      | italienischer Klassischer Philologe                                                          | 52    |       |
| 10. September | John Tengo Jabavu             | südafrikanischer Politiker und Publizist                                                     | 62    |       |
| 11. September | Ludwig von Battenberg         | britisch-deutscher Admiral der Royal Navy                                                    | 67    |       |
| 11. September | Hermann Freye                 | deutscher Maler und Zeichner                                                                 | 76    |       |
| 11. September | Albert E. Rice                | US-amerikanischer Politiker                                                                  | 75    |       |
| 11. September | Subramaniya Bharati           | tamilischer Freiheitskämpfer und Reformer                                                    | 38    |       |
| 11. September | George P. Wetmore             | US-amerikanischer Politiker                                                                  | 75    |       |
| 12. September | Caesar Antoine                | US-amerikanischer Politiker                                                                  |       |       |
| 12. September | Carlo Maffeis                 | italienischer Motorradrennfahrer                                                             | 38    |       |
| 12. September | Hanna Satyrkewytsch-Karpynska | ukrainische Theaterschauspielerin                                                            | 66    |       |
| 13. September | Alfred Grandidier             | französischer Naturforscher und Weltreisender                                                | 84    |       |
| 13. September | Hermann Heicke                | deutscher Textilkaufmann und Politiker                                                       | 78    |       |
| 13. September | Samuel M. Taylor              | US-amerikanischer Politiker                                                                  | 69    |       |
| 13. September | William E. Williams           | US-amerikanischer Politiker                                                                  | 64    |       |
| 15. September | Edgar Aldrich                 | US-amerikanischer Jurist und Politiker                                                       | 73    |       |
| 15. September | Eugen Hallberger              | deutscher Lehrer für Literatur, Hochschullehrer und Schriftsteller                           | 82    |       |
| 15. September | Alfred Jensen                 | schwedischer Slawist                                                                         | 61    |       |
| 15. September | Nino Martoglio                | italienischer Schriftsteller, Verleger, Regisseur und Produzent                              | 50    |       |
| 15. September | August Sommer                 | deutscher Bildhauer                                                                          | 82    |       |
| 15. September | Roman von Ungern-Sternberg    | deutsch-baltischer Adeliger und Khan der Mongolei                                            | 35    |       |
| 16. September | Rudolf Gmür                   | Schweizer Opernsänger (Tenor)                                                                | 64    |       |
| 17. September | Philipp zu Eulenburg          | deutscher Diplomat                                                                           | 74    |       |
| 17. September | Filip Rězak                   | sorbischer Autor, Übersetzer und katholischer Pfarrer                                        | 62    |       |
| 18. September | Peter Eggers                  | deutscher Unternehmer                                                                        | 76    |       |
| 19. September | Thomas Thomassen Heftye       | norwegischer Offizier und Verteidigungsminister                                              | 61    |       |
| 19. September | Livius Maderspach             | ungarndeutscher Bergbauingenieur                                                             | 81    |       |
| 20. September | Wendelin Hinterkeuser         | deutscher Franziskaner und Architekt                                                         | 69    |       |
| 20. September | Jules Porgès                  | französischer Diamantenhändler                                                               | 82    |       |
| 21. September | Amala                         | indisches Wolfskind                                                                          |       |       |
| 21. September | José Celso Barbosa            | puerto-ricanischer Mediziner, Soziologe und politischer Führer                               | 64    |       |
| 21. September | Ernest Cassel                 | britischer Bankier deutscher Abstammung                                                      | 69    |       |
| 21. September | Eugen Dühring                 | deutscher Philosoph, Nationalökonom und antisemitischer Autor                                | 88    |       |
| 21. September | Edmund Lammert                | deutscher Klassischer Philologe und Gymnasiallehrer                                          | 74    |       |
| 21. September | Carl Olof Thulin              | schwedischer Klassischer Philologe und Religionswissenschaftler                              | 50    |       |
| 22. September | Miles Crowley                 | US-amerikanischer Politiker                                                                  | 62    |       |
| 22. September | Auguste-René Dubourg          | französischer Erzbischof und Kardinal                                                        | 78    |       |
| 22. September | Carl Jagerspacher             | österreichischer Hoffotograf, Maler, Erfinder und Unternehmer                                |       |       |
| 22. September | Iwan Wasow                    | bulgarischer Historiker und Schriftsteller                                                   | 71    |       |
| 23. September | Anastassija Tschebotarewskaja | russische Schriftstellerin und Übersetzerin                                                  | 44    |       |
| 24. September | Hermann Boßdorf               | deutscher Dramatiker und Balladendichter                                                     | 43    |       |
| 24. September | Jan Jakob Maria de Groot      | niederländischer Sinologe                                                                    | 67    |       |
| 24. September | Frida von Itzenplitz          | deutsche Malerin                                                                             | 52    |       |
| 24. September | Johann Robert Korn            | deutscher Bildhauer                                                                          | 48    |       |
| 26. September | Stanley Woodward Davenport    | US-amerikanischer Politiker                                                                  | 60    |       |
| 26. September | Hermann Carl Hempel           | deutscher Landschaftsmaler und Illustrator sowie Museumsleiter                               | 73    |       |
| 26. September | Alfred Georg Ludvig Lehmann   | dänischer Psychologe                                                                         | 62    |       |
| 27. September | Zdzisław Birnbaum             | polnischer Geigenspieler, Komponist, Dirigent                                                | 43    |       |
| 27. September | Engelbert Humperdinck         | deutscher Komponist der Spätromantik                                                         | 67    |       |
| 27. September | Gerhard von Melle             | deutscher Kaufmann und Mäzen                                                                 | 67    |       |
| 27. September | Josef Nibler                  | deutscher Politiker (Landrat)                                                                | 56    |       |
| 27. September | Lew Tschorny                  | russischer Anarchist                                                                         |       |       |
| 27. September | Alois Zingg                   | Schweizer Politiker (LPS)                                                                    | 92    |       |
| 28. September | Clement L. Brumbaugh          | US-amerikanischer Politiker                                                                  | 58    |       |
| 28. September | Ludwig Forrer                 | Schweizer Politiker (FDP)                                                                    | 76    |       |
| 28. September | Johann Kapsch                 | österreichischer Unternehmer und Firmengründer                                               | 76    |       |
| 28. September | Pauline von Metternich        | österreichische Salonière                                                                    | 85    |       |
| 28. September | Oskar Panizza                 | deutscher Schriftsteller, Satiriker und Publizist                                            | 67    |       |
| 28. September | Yasuda Zenjirō                | japanischer Unternehmer                                                                      | 82    |       |
| 28. September | Þorvaldur Thoroddsen          | isländischer Geologe und Geograph                                                            | 66    |       |
| 29. September | Fanya Baron                   | litauische Anarchistin                                                                       |       |       |
| 29. September | Viktor von Fuchs              | österreichischer Politiker, Abgeordneter zum Nationalrat                                     | 80    |       |
| 29. September | Ferdinand Sander              | deutscher Pädagoge, Autor, Geistlicher                                                       | 81    |       |
| 29. September | Therese Vogl                  | deutsche Sopranistin                                                                         | 75    |       |
| 30. September | Jean-Baptiste Abel            | französischer Politiker                                                                      | 58    |       |
| 30. September | Georg Arnold Bacmeister       | Geheimer Oberjustizrat und Landgerichtspräsident zu Neuwied                                  | 71    |       |
| 30. September | Emil Herminghaus              | deutscher Unternehmer                                                                        | 84    |       |
| 30. September | John Thomson                  | schottischer Pionier der Photographie                                                        | 84    |       |
| September     | Nikos Kapetanidis             | osmanischer Zeitungsjournalist und Herausgeber                                               |       |       |